# Krzysztof Szyfter
Krzysztof Aleksander Szyfter (ur. 1945) – polski genetyk, chemik i nauczyciel akademicki. Profesor nauk medycznych. Specjalista od ekogenetyki, mutagenezy i onkologii doświadczalnej. Wiceprezes stowarzyszenia Polska Grupa Badań Nowotworów Głowy i Szyi. Brat prof. Witolda Szyftera.

## Życiorys
Urodził się w 1945. Absolwent I Liceum Ogólnokształcącego im. Karola Marcinkowskiego w Poznaniu (matura 1962). Absolwent chemii na Uniwersytecie im. Adama Mickiewicza w Poznaniu (1967).
14 września 1994 na podstawie pracy habilitacyjnej pt. Analiza powstawania i usuwania adduktów mutagen:DNA w limfocytach ludzkich napisanej w Instytucie Biochemii i Biofizyki Polskiej Akademii Nauk uzyskał stopień doktora habilitowanego nauk biologicznych w zakresie biochemii (specjalność: biochemia). 22 listopada 1999 prezydent Aleksander Kwaśniewski nadał mu tytuł profesora nauk medycznych.
Pracownik Kliniki Otolaryngologii i Onkologii Laryngologicznej Katedry Otolaryngologii, Chirurgii Głowy i Szyi oraz Onkologii Laryngologicznej Uniwersytetu Medycznego im. Karola Marcinkowskiego w Poznaniu należącej do Szpitala Klinicznego im. Heliodora Święcickiego.
Członek komitetu naukowego Tytoń a zdrowie.

## Publikacje
Autor co najmniej 144 prac naukowych, cytowanych ok. 1,5 tysiąca razy. W latach 1991–2011 współpracował ze 129 autorami.

## Odznaczenia
- Złoty Krzyż Zasługi (2014) - za zasługi w działalności na rzecz rozwoju nauki[1]